# Grey Cup
La Grey Cup (francés: Coupe Grey) es la final del campeonato de liga profesional de fútbol canadiense, la Canadian Football League, y del trofeo que se lleva el campeón. Se celebra desde 1909, mucho antes del nacimiento de la liga en 1958.
Solo existe una copa, esto quiere decir que no se manufactura un trofeo por temporada como suele verse en otros deportes. Es pieza única y se hospeda con el equipo campeón de cada año hasta la temporada siguiente. A pesar de tener algunas modificaciones, nunca se le ha cambiado la base. Está hecha de aluminio con plata y posee 4 niveles, en los cuales se graban los nombres de quienes integran la plantilla o roster del equipo campeón de cada temporada, por lo cual se hace cada vez más pesado portar el trofeo. Se espera que, para 2021, se le hagan algunas modificaciones para justamente optimizar su manejo.
Desde 1990 se realizan en la Grey Cup espectáculos de medio tiempo similares a los que hace la NFL en el Super Bowl, con artistas y cantantes de reconocimiento local y mundial. Entre los artistas que tan hecho su presentación en la final del fútbol canadiense están Celine Dion, Bryan Adams, Black Eyed Peas, Shania Twain, Nelly Furtado, Lenny Kravitz, Justin Bieber y Alessia Cara, entre otros. 
En 2018, la edición 106 de la Grey Cup se transmitió en México, siendo la primera vez que este país transmite un partido de fútbol canadiense, incluyendo comentaristas en español (en México es popular y se practica el fútbol americano estadounidense, el cual es similar en muchos aspectos al fútbol canadiense).

## Historia
En 1909, el Gobernador General de Canadá, Albert Grey donó el trofeo Grey Cup al mejor equipo aficionado de rugby del país. Al mismo tiempo nacía el fútbol canadiense, que era muy distinto al rugby que se practicaba en aquellos años. El primer equipo en ganar la copa fue el de la Universidad de Toronto, mientras que el primer equipo futuro miembro de la CFL en ganarla serían los Hamilton Tigers que luego, y hasta el día de hoy, serían los Hamilton Tigercats. En 1954 el trofeo sería exclusivo para el fútbol canadiense profesional, ya que en 1958 se fundaría la Canadian Football League, haciendo que los equipos amateurs y universitarios dejasen de disputar la Grey Cup. 
La Grey Cup también se ha convertido, de forma no oficial, en una fiesta de otoño para los fanáticos en todas partes de Canadá. Los fanáticos de los equipos finalistas viajan por todo el país, haciendo festividades durante la semana previa al juego de campeonato. Según los historiadores, los primeros signos de estas festividades surgieron en la Grey Cup de 1948 entre los Calgary Stampeders y los Ottawa Rough Riders en Toronto, cuando los fanáticos de los Stampeders andaban con trajes típicos, bailes y fiestas del Oeste de Canadá en las calles de Toronto, además de rodeos en caballo cerca del Royal York Hotel. El primer campeón de la Grey Cup desde la fundación de la CFL fueron los Winnipeg Blue Bombers, quienes vencieron 35-28 a los Hamilton Tigercats.
Otro detalle de la Grey Cup es la participación de jugadores estadounidenses en los equipos de la CFL. Teniendo el fútbol canadiense reglas similares al fútbol americano de Estados Unidos, los jugadores provenientes de esta nación que participan en la CFL son jugadores activos y exjugadores de fútbol americano, algunos incluso fueron jugadores en la NFL. Estadounidenses como Doug Flutie, Warren Moon, Tom Wilkinson o Raghib "Rocket" Ismail, entre otros, han ganado la Grey Cup en más de una ocasión. En 1994 por primera vez un equipo de EE. UU., los Baltimore Stallions, llegaría a jugar la Grey Cup en Vancouver, donde caerían ante los locales BC Lions. Aquella edición se recuerda no solo por el balón suelto de Tracy Ham, QB de Baltimore, para que luego Lui Passaglia anotara el gol de campo del triunfo, sino también por la locura nacionalista provocada por la victoria del equipo canadiense sobre el de Estados Unidos, pese a que más de la mitad del roster de los BC Lions eran estadounidenses. Sin embargo, al año siguiente los Stallions tuvieron su revancha y se impusieron a los Calgary Stampeders 36-20, siendo la primera y única vez en la historia que un equipo no canadiense gana la Grey Cup, aunque al año siguiente se movieron a Canadá resucitando a los Montreal Alouettes, clásico equipo del fútbol canadiense.

## Finales
| Edición                                           | Fecha      | Equipo vencedor                                                                                 | Resultado                                                                                       | Equipo derrotado                                                                                | estadio                                                                                         | Ciudad                                                                                          |
| ------------------------------------------------- | ---------- | ----------------------------------------------------------------------------------------------- | ----------------------------------------------------------------------------------------------- | ----------------------------------------------------------------------------------------------- | ----------------------------------------------------------------------------------------------- | ----------------------------------------------------------------------------------------------- |
| Etapa amateur y semiprofesional                   |            |                                                                                                 |                                                                                                 |                                                                                                 |                                                                                                 |                                                                                                 |
| 1.                                                | 04.12.1909 | University of Toronto Varsity Blues                                                             | 26 – 6                                                                                          | Toronto Parkdale Canoe Club                                                                     | Rosedale Field                                                                                  | Toronto                                                                                         |
| 2.                                                | 26.11.1910 | University of Toronto Varsity Blues (2)                                                         | 16 – 7                                                                                          | Hamilton Tigers                                                                                 | AAA Grounds                                                                                     | Hamilton                                                                                        |
| 3.                                                | 25.11.1911 | University of Toronto Varsity Blues (3)                                                         | 14 – 7                                                                                          | Toronto Argonauts                                                                               | Varsity Stadium                                                                                 | Toronto (2)                                                                                     |
| 4.                                                | 30.11.1912 | Hamilton Alerts                                                                                 | 11 – 4                                                                                          | Toronto Argonauts                                                                               | AAA Grounds (2)                                                                                 | Hamilton (2)                                                                                    |
| 5.                                                | 29.11.1913 | Hamilton Tigers                                                                                 | 44 – 2                                                                                          | Toronto Parkdale Canoe Club                                                                     | AAA Grounds (3)                                                                                 | Hamilton (3)                                                                                    |
| 6.                                                | 05.12.1914 | Toronto Argonauts                                                                               | 14 – 2                                                                                          | University of Toronto Varsity Blues                                                             | Varsity Stadium (2)                                                                             | Toronto (3)                                                                                     |
| 7.                                                | 20.11.1915 | Hamilton Tigers (2)                                                                             | 13 – 7                                                                                          | Toronto Rowing Association                                                                      | Varsity Stadium (3)                                                                             | Toronto (4)                                                                                     |
|                                                   | 1916-1919  | Finales no disputadas por la Primera Guerra Mundial                                             | Finales no disputadas por la Primera Guerra Mundial                                             | Finales no disputadas por la Primera Guerra Mundial                                             | Finales no disputadas por la Primera Guerra Mundial                                             | Finales no disputadas por la Primera Guerra Mundial                                             |
| 8.                                                | 04.12.1920 | University of Toronto Varsity Blues (4)                                                         | 16 - 3                                                                                          | Toronto Argonauts                                                                               | Varsity Stadium (4)                                                                             | Toronto (5)                                                                                     |
| 9.                                                | 03.12.1921 | Toronto Argonauts (2)                                                                           | 23 - 0                                                                                          | Edmonton Eskimos                                                                                | Varsity Stadium (5)                                                                             | Toronto (6)                                                                                     |
| 10.                                               | 02.12.1922 | Queen's University                                                                              | 13 - 1                                                                                          | Edmonton Elks                                                                                   | Richardson Stadium                                                                              | Kingston                                                                                        |
| 11.                                               | 01.12.1923 | Queen's University (2)                                                                          | 54 - 0                                                                                          | Regina Rugby Club                                                                               | Varsity Stadium (6)                                                                             | Toronto (7)                                                                                     |
| 12.                                               | 29.11.1924 | Queen's University (3)                                                                          | 11 - 2                                                                                          | Toronto Balmy Beach                                                                             | Varsity Stadium (7)                                                                             | Toronto (8)                                                                                     |
| 13.                                               | 05.12.1925 | Ottawa Senators                                                                                 | 24 - 1                                                                                          | Winnipeg Tammany Tigers                                                                         | Lansdowne Park                                                                                  | Ottawa                                                                                          |
| 14.                                               | 04.12.1926 | Ottawa Senators (2)                                                                             | 10 - 7                                                                                          | Toronto Varsity Blues                                                                           | Varsity Stadium (8)                                                                             | Toronto (9)                                                                                     |
| 15.                                               | 26.11.1927 | Toronto Balmy Beach                                                                             | 9 - 6                                                                                           | Hamilton Tigers                                                                                 | Varsity Stadium (9)                                                                             | Toronto (10)                                                                                    |
| 16.                                               | 01.12.1928 | Hamilton Tigers (3)                                                                             | 30 - 0                                                                                          | Regina Roughriders                                                                              | AAA Grounds (4)                                                                                 | Hamilton (4)                                                                                    |
| 17.                                               | 30.11.1929 | Hamilton Tigers (4)                                                                             | 14 - 3                                                                                          | Regina Roughriders                                                                              | AAA Grounds (5)                                                                                 | Hamilton (5)                                                                                    |
| 18.                                               | 06.12.1930 | Toronto Balmy Beach (2)                                                                         | 11 - 6                                                                                          | Regina Roughriders                                                                              | Varsity Stadium (10)                                                                            | Toronto (11)                                                                                    |
| 19.                                               | 05.12.1931 | Montreal AAA Winged Wheelers                                                                    | 22 - 0                                                                                          | Regina Roughriders                                                                              | Molson Stadium                                                                                  | Montreal                                                                                        |
| 20.                                               | 03.12.1932 | Hamilton Tigers (5)                                                                             | 25 - 6                                                                                          | Regina Roughriders                                                                              | AAA Grounds (6)                                                                                 | Hamilton (6)                                                                                    |
| 21.                                               | 09.12.1933 | Toronto Argonauts (3)                                                                           | 4 - 3                                                                                           | Sarnia Imperials                                                                                | Athletic Park                                                                                   | Sarnia                                                                                          |
| 22.                                               | 24.11.1934 | Sarnia Imperials                                                                                | 20 - 12                                                                                         | Regina Roughriders                                                                              | Varsity Stadium (11)                                                                            | Toronto (12)                                                                                    |
| 23.                                               | 07.12.1935 | Winnipeg 'Pegs                                                                                  | 18 - 12                                                                                         | Hamilton Tigers                                                                                 | AAA Grounds (7)                                                                                 | Hamilton (7)                                                                                    |
| 24.                                               | 05.12.1936 | Sarnia Imperials (2)                                                                            | 26 - 20                                                                                         | Ottawa Rough Riders                                                                             | Varsity Stadium (12)                                                                            | Toronto (13)                                                                                    |
| 25.                                               | 11.12.1937 | Toronto Argonauts (4)                                                                           | 4 - 3                                                                                           | Winnipeg Blue Bombers                                                                           | Varsity Stadium (13)                                                                            | Toronto (14)                                                                                    |
| 26.                                               | 10.12.1938 | Toronto Argonauts (5)                                                                           | 30 - 7                                                                                          | Winnipeg Blue Bombers                                                                           | Varsity Stadium (14)                                                                            | Toronto (15)                                                                                    |
| 27.                                               | 09.12.1939 | Winnipeg Blue Bombers (2)                                                                       | 8 - 7                                                                                           | Ottawa Rough Riders                                                                             | Lansdowne Park (2)                                                                              | Ottawa (2)                                                                                      |
| 28.                                               | 30.11.1940 | Ottawa Rough Riders                                                                             | 8 - 2                                                                                           | Toronto Balmy Beach                                                                             | Varsity Stadium (15)                                                                            | Toronto (16)                                                                                    |
| 28.                                               | 07.12.1940 | Ottawa Rough Riders (3)                                                                         | 12 - 5                                                                                          | Toronto Balmy Beach                                                                             | Lansdowne Park (3)                                                                              | Ottawa (3)                                                                                      |
| 29.                                               | 29.11.1941 | Winnipeg Blue Bombers (3)                                                                       | 18 - 16                                                                                         | Ottawa Rough Riders                                                                             | Varsity Stadium (16)                                                                            | Toronto (17)                                                                                    |
| 30.                                               | 05.12.1942 | Toronto RCAF Hurricanes                                                                         | 8 - 5                                                                                           | Winnipeg RCAF Bombers                                                                           | Varsity Stadium (17)                                                                            | Toronto (18)                                                                                    |
| 31.                                               | 27.11.1943 | Hamilton Flying Wildcats                                                                        | 23 - 14                                                                                         | Winnipeg RCAF Bombers                                                                           | Varsity Stadium (18)                                                                            | Toronto (19)                                                                                    |
| 32.                                               | 25.11.1944 | St. Hyacinthe-Donnacona Navy                                                                    | 7 - 6                                                                                           | Hamilton Flying Wildcats                                                                        | Civic Stadium                                                                                   | Hamilton (8)                                                                                    |
| 33.                                               | 01.12.1945 | Toronto Argonauts (6)                                                                           | 35 - 0                                                                                          | Winnipeg Blue Bombers                                                                           | Varsity Stadium (19)                                                                            | Toronto (20)                                                                                    |
| 34.                                               | 30.11.1946 | Toronto Argonauts (7)                                                                           | 28 - 6                                                                                          | Winnipeg Blue Bombers                                                                           | Varsity Stadium (20)                                                                            | Toronto (21)                                                                                    |
| 35.                                               | 29.11.1947 | Toronto Argonauts (8)                                                                           | 10 - 9                                                                                          | Winnipeg Blue Bombers                                                                           | Varsity Stadium (21)                                                                            | Toronto (22)                                                                                    |
| 36.                                               | 27.11.1948 | Calgary Stampeders                                                                              | 12 - 7                                                                                          | Ottawa Rough Riders                                                                             | Varsity Stadium (22)                                                                            | Toronto (23)                                                                                    |
| 37.                                               | 26.11.1949 | Montreal Alouettes                                                                              | 28 - 15                                                                                         | Calgary Stampeders                                                                              | Varsity Stadium (23)                                                                            | Toronto (24)                                                                                    |
| 38.                                               | 25.11.1950 | Toronto Argonauts (9)                                                                           | 13 - 0                                                                                          | Winnipeg Blue Bombers                                                                           | Varsity Stadium (24)                                                                            | Toronto (25)                                                                                    |
| 39.                                               | 24.11.1951 | Ottawa Rough Riders (4)                                                                         | 21 - 14                                                                                         | Saskatchewan Roughriders                                                                        | Varsity Stadium (25)                                                                            | Toronto (26)                                                                                    |
| 40.                                               | 29.11.1952 | Toronto Argonauts (10)                                                                          | 21 - 11                                                                                         | Edmonton Eskimos                                                                                | Varsity Stadium (26)                                                                            | Toronto (27)                                                                                    |
| 41.                                               | 28.11.1953 | Hamilton Tiger-Cats                                                                             | 12 - 6                                                                                          | Winnipeg Blue Bombers                                                                           | Varsity Stadium (27)                                                                            | Toronto (28)                                                                                    |
| 42.                                               | 27.11.1954 | Edmonton Eskimos                                                                                | 26 - 25                                                                                         | Montreal Alouettes                                                                              | Varsity Stadium (28)                                                                            | Toronto (29)                                                                                    |
| 43.                                               | 26.11.1955 | Edmonton Eskimos (2)                                                                            | 34 - 19                                                                                         | Montreal Alouettes                                                                              | Empire Stadium                                                                                  | Vancouver                                                                                       |
| 44.                                               | 24.11.1956 | Edmonton Eskimos (3)                                                                            | 50 - 27                                                                                         | Montreal Alouettes                                                                              | Varsity Stadium (29)                                                                            | Toronto (30)                                                                                    |
| 45.                                               | 30.11.1957 | Hamilton Tiger-Cats (2)                                                                         | 32 - 7                                                                                          | Winnipeg Blue Bombers                                                                           | Varsity Stadium (30)                                                                            | Toronto (31)                                                                                    |
| Etapa profesional con la Canadian Football League |            |                                                                                                 |                                                                                                 |                                                                                                 |                                                                                                 |                                                                                                 |
| 46.                                               | 29.11.1958 | Winnipeg Blue Bombers (4)                                                                       | 35 - 28                                                                                         | Hamilton Tiger-Cats                                                                             | Empire Stadium (2)                                                                              | Vancouver (2)                                                                                   |
| 47.                                               | 28.11.1959 | Winnipeg Blue Bombers (5)                                                                       | 21 - 7                                                                                          | Hamilton Tiger-Cats                                                                             | CNE Stadium                                                                                     | Toronto (32)                                                                                    |
| 48.                                               | 26.11.1960 | Ottawa Rough Riders (5)                                                                         | 16 - 6                                                                                          | Edmonton Eskimos                                                                                | Empire Stadium (3)                                                                              | Vancouver (3)                                                                                   |
| 49.                                               | 02.12.1961 | Winnipeg Blue Bombers (6)                                                                       | 21 - 14                                                                                         | Hamilton Tiger-Cats                                                                             | CNE Stadium (2)                                                                                 | Toronto (33)                                                                                    |
| 50.                                               | 02.12.1962 | Winnipeg Blue Bombers (7)                                                                       | 28 - 27                                                                                         | Hamilton Tiger-Cats                                                                             | CNE Stadium (3)                                                                                 | Toronto (34)                                                                                    |
| 51.                                               | 30.11.1963 | Hamilton Tiger-Cats (3)                                                                         | 21 - 10                                                                                         | BC Lions                                                                                        | Empire Stadium (4)                                                                              | Vancouver (4)                                                                                   |
| 52.                                               | 28.11.1964 | BC Lions                                                                                        | 34 - 24                                                                                         | Hamilton Tiger-Cats                                                                             | CNE Stadium (4)                                                                                 | Toronto (35)                                                                                    |
| 53.                                               | 27.11.1965 | Hamilton Tiger-Cats (4)                                                                         | 22 - 16                                                                                         | Winnipeg Blue Bombers                                                                           | CNE Stadium (5)                                                                                 | Toronto (36)                                                                                    |
| 54.                                               | 26.11.1966 | Saskatchewan Roughriders                                                                        | 29 - 14                                                                                         | Ottawa Rough Riders                                                                             | Empire Stadium (5)                                                                              | Vancouver (5)                                                                                   |
| 55.                                               | 02.12.1967 | Hamilton Tiger-Cats (5)                                                                         | 24 - 1                                                                                          | Saskatchewan Roughriders                                                                        | Lansdowne Park (4)                                                                              | Ottawa (4)                                                                                      |
| 56.                                               | 30.11.1968 | Ottawa Rough Riders (6)                                                                         | 24 - 21                                                                                         | Calgary Stampeders                                                                              | CNE Stadium (6)                                                                                 | Toronto (37)                                                                                    |
| 57.                                               | 30.11.1969 | Ottawa Rough Riders (7)                                                                         | 29 - 11                                                                                         | Saskatchewan Roughriders                                                                        | Autostade                                                                                       | Montreal (2)                                                                                    |
| 58.                                               | 28.11.1970 | Montreal Alouettes (2)                                                                          | 23 - 10                                                                                         | Calgary Stampeders                                                                              | CNE Stadium (7)                                                                                 | Toronto (38)                                                                                    |
| 59.                                               | 28.11.1971 | Calgary Stampeders (2)                                                                          | 14 - 11                                                                                         | Toronto Argonauts                                                                               | Empire Stadium (6)                                                                              | Vancouver (6)                                                                                   |
| 60.                                               | 03.12.1972 | Hamilton Tiger-Cats (6)                                                                         | 13 - 10                                                                                         | Saskatchewan Roughriders                                                                        | Ivor Wynne Stadium (2)                                                                          | Hamilton (9)                                                                                    |
| 61.                                               | 25.11.1973 | Ottawa Rough Riders (8)                                                                         | 22 - 18                                                                                         | Edmonton Eskimos                                                                                | CNE Stadium (8)                                                                                 | Toronto (39)                                                                                    |
| 62.                                               | 24.11.1974 | Montreal Alouettes (3)                                                                          | 20 - 7                                                                                          | Edmonton Eskimos                                                                                | Empire Stadium (7)                                                                              | Vancouver (7)                                                                                   |
| 63.                                               | 23.11.1975 | Edmonton Eskimos (4)                                                                            | 9 - 8                                                                                           | Montreal Alouettes                                                                              | McMahon Stadium                                                                                 | Calgary                                                                                         |
| 64.                                               | 28.11.1976 | Ottawa Rough Riders (9)                                                                         | 23 - 20                                                                                         | Saskatchewan Roughriders                                                                        | CNE Stadium (9)                                                                                 | Toronto (40)                                                                                    |
| 65.                                               | 27.11.1977 | Montreal Alouettes (4)                                                                          | 41 - 6                                                                                          | Edmonton Eskimos                                                                                | Olympic Stadium                                                                                 | Montreal (3)                                                                                    |
| 66.                                               | 26.11.1978 | Edmonton Eskimos (5)                                                                            | 20 - 13                                                                                         | Montreal Alouettes                                                                              | CNE Stadium (10)                                                                                | Toronto (41)                                                                                    |
| 67.                                               | 25.11.1979 | Edmonton Eskimos (6)                                                                            | 17 - 9                                                                                          | Montreal Alouettes                                                                              | Olympic Stadium (2)                                                                             | Montreal (4)                                                                                    |
| 68.                                               | 23.11.1980 | Edmonton Eskimos (7)                                                                            | 48 - 10                                                                                         | Hamilton Tiger-Cats                                                                             | CNE Stadium (11)                                                                                | Toronto (42)                                                                                    |
| 69.                                               | 22.11.1981 | Edmonton Eskimos (8)                                                                            | 26 - 23                                                                                         | Ottawa Rough Riders                                                                             | Olympic Stadium (3)                                                                             | Montreal (5)                                                                                    |
| 70.                                               | 28.11.1982 | Edmonton Eskimos (9)                                                                            | 32 - 16                                                                                         | Toronto Argonauts                                                                               | CNE Stadium (12)                                                                                | Toronto (43)                                                                                    |
| 71.                                               | 27.11.1983 | Toronto Argonauts (11)                                                                          | 18 - 17                                                                                         | BC Lions                                                                                        | BC Place                                                                                        | Vancouver (8)                                                                                   |
| 72.                                               | 18.11.1984 | Winnipeg Blue Bombers (8)                                                                       | 47 - 17                                                                                         | Hamilton Tiger-Cats                                                                             | Commonwealth Stadium                                                                            | Edmonton                                                                                        |
| 73.                                               | 24.11.1985 | BC Lions (2)                                                                                    | 37 - 24                                                                                         | Hamilton Tiger-Cats                                                                             | Olympic Stadium (4)                                                                             | Montreal (6)                                                                                    |
| 74.                                               | 30.11.1986 | Hamilton Tiger-Cats (7)                                                                         | 39 - 15                                                                                         | Edmonton Eskimos                                                                                | BC Place (2)                                                                                    | Vancouver (9)                                                                                   |
| 75.                                               | 29.11.1987 | Edmonton Eskimos (10)                                                                           | 38 - 36                                                                                         | Toronto Argonauts                                                                               | BC Place (3)                                                                                    | Vancouver (10)                                                                                  |
| 76.                                               | 27.11.1988 | Winnipeg Blue Bombers (9)                                                                       | 22 - 21                                                                                         | BC Lions                                                                                        | Lansdowne Park (5)                                                                              | Ottawa (5)                                                                                      |
| 77.                                               | 26.11.1989 | Saskatchewan Roughriders (2)                                                                    | 43 - 40                                                                                         | Hamilton Tiger-Cats                                                                             | SkyDome                                                                                         | Toronto (44)                                                                                    |
| 78.                                               | 25.11.1990 | Winnipeg Blue Bombers (10)                                                                      | 50 - 11                                                                                         | Edmonton Eskimos                                                                                | BC Place (4)                                                                                    | Vancouver (11)                                                                                  |
| 79.                                               | 24.11.1991 | Toronto Argonauts (12)                                                                          | 36 - 21                                                                                         | Calgary Stampeders                                                                              | Winnipeg Stadium                                                                                | Winnipeg                                                                                        |
| 80.                                               | 29.11.1992 | Calgary Stampeders (3)                                                                          | 24 - 10                                                                                         | Winnipeg Blue Bombers                                                                           | SkyDome (2)                                                                                     | Toronto (45)                                                                                    |
| 81.                                               | 28.11.1993 | Edmonton Eskimos (11)                                                                           | 33 - 23                                                                                         | Winnipeg Blue Bombers                                                                           | McMahon Stadium (2)                                                                             | Calgary (2)                                                                                     |
| 82.                                               | 27.11.1994 | BC Lions (3)                                                                                    | 26 - 23                                                                                         | Baltimore Football Club                                                                         | BC Place (5)                                                                                    | Vancouver (12)                                                                                  |
| 83.                                               | 19.11.1995 | Baltimore Stallions                                                                             | 37 - 20                                                                                         | Calgary Stampeders                                                                              | Mosaic Stadium at Taylor Field                                                                  | Regina                                                                                          |
| 84.                                               | 24.11.1996 | Toronto Argonauts (13)                                                                          | 43 - 37                                                                                         | Edmonton Eskimos                                                                                | Ivor Wynne Stadium (3)                                                                          | Hamilton (10)                                                                                   |
| 85.                                               | 16.11.1997 | Toronto Argonauts (14)                                                                          | 47 - 23                                                                                         | Saskatchewan Roughriders                                                                        | Commonwealth Stadium (2)                                                                        | Edmonton (2)                                                                                    |
| 86.                                               | 22.11.1998 | Calgary Stampeders (4)                                                                          | 26 - 24                                                                                         | Hamilton Tiger-Cats                                                                             | Winnipeg Stadium (2)                                                                            | Winnipeg (2)                                                                                    |
| 87.                                               | 28.11.1999 | Hamilton Tiger-Cats (8)                                                                         | 32 - 21                                                                                         | Calgary Stampeders                                                                              | BC Place (6)                                                                                    | Vancouver (13)                                                                                  |
| 88.                                               | 26.11.2000 | BC Lions (4)                                                                                    | 28 - 26                                                                                         | Montreal Alouettes                                                                              | McMahon Stadium (3)                                                                             | Calgary (3)                                                                                     |
| 89.                                               | 25.11.2001 | Calgary Stampeders (5)                                                                          | 27 - 19                                                                                         | Winnipeg Blue Bombers                                                                           | Olympic Stadium (5)                                                                             | Montreal (7)                                                                                    |
| 90.                                               | 24.11.2002 | Montreal Alouettes (5)                                                                          | 25 - 16                                                                                         | Edmonton Eskimos                                                                                | Commonwealth Stadium (3)                                                                        | Edmonton (3)                                                                                    |
| 91.                                               | 16.11.2003 | Edmonton Eskimos (12)                                                                           | 34 - 22                                                                                         | Montreal Alouettes                                                                              | Mosaic Stadium at Taylor Field (2)                                                              | Regina (2)                                                                                      |
| 92.                                               | 21.11.2004 | Toronto Argonauts (15)                                                                          | 27 - 19                                                                                         | BC Lions                                                                                        | Frank Clair Stadium (6)                                                                         | Ottawa (6)                                                                                      |
| 93.                                               | 27.11.2005 | Edmonton Eskimos (13)                                                                           | 38 - 35                                                                                         | Montreal Alouettes                                                                              | BC Place (7)                                                                                    | Vancouver (14)                                                                                  |
| 94.                                               | 19.11.2006 | BC Lions (5)                                                                                    | 25 - 14                                                                                         | Montreal Alouettes                                                                              | Canad Inns Stadium (3)                                                                          | Winnipeg (3)                                                                                    |
| 95.                                               | 25.11.2007 | Saskatchewan Roughriders (3)                                                                    | 23 - 19                                                                                         | Winnipeg Blue Bombers                                                                           | Rogers Centre (3)                                                                               | Toronto (46)                                                                                    |
| 96.                                               | 23.11.2008 | Calgary Stampeders (6)                                                                          | 22 - 14                                                                                         | Montreal Alouettes                                                                              | Olympic Stadium (6)                                                                             | Montreal (8)                                                                                    |
| 97.                                               | 29.11.2009 | Montreal Alouettes (6)                                                                          | 28 - 27                                                                                         | Saskatchewan Roughriders                                                                        | McMahon Stadium (4)                                                                             | Calgary (4)                                                                                     |
| 98.                                               | 29.11.2010 | Montreal Alouettes (7)                                                                          | 21 - 18                                                                                         | Saskatchewan Roughriders                                                                        | Commonwealth Stadium (4)                                                                        | Edmonton (4)                                                                                    |
| 99.                                               | 27.11.2011 | BC Lions (6)                                                                                    | 34 - 23                                                                                         | Winnipeg Blue Bombers                                                                           | BC Place (8)                                                                                    | Vancouver (15)                                                                                  |
| 100.                                              | 25.11.2012 | Toronto Argonauts (16)                                                                          | 35 - 22                                                                                         | Calgary Stampeders                                                                              | Rogers Centre (4)                                                                               | Toronto (47)                                                                                    |
| 101.                                              | 24.11.2013 | Saskatchewan Roughriders (4)                                                                    | 45 - 23                                                                                         | Hamilton Tiger-Cats                                                                             | Mosaic Stadium at Taylor Field (3)                                                              | Regina (3)                                                                                      |
| 102.                                              | 30.11.2014 | Calgary Stampeders (7)                                                                          | 20 - 16                                                                                         | Hamilton Tiger-Cats                                                                             | BC Place (9)                                                                                    | Vancouver (16)                                                                                  |
| 103.                                              | 29.11.2015 | Edmonton Eskimos (14)                                                                           | 26 - 20                                                                                         | Ottawa Redblacks                                                                                | Investors Group Field                                                                           | Winnipeg (4)                                                                                    |
| 104.                                              | 27.11.2016 | Ottawa Redblacks                                                                                | 39 - 33                                                                                         | Calgary Stampeders                                                                              | BMO Field                                                                                       | Toronto (48)                                                                                    |
| 105.                                              | 26.11.2017 | Toronto Argonauts (17)                                                                          | 27 - 24                                                                                         | Calgary Stampeders                                                                              | TD Place Stadium (7)                                                                            | Ottawa (7)                                                                                      |
| 106.                                              | 25.11.2018 | Calgary Stampeders (8)                                                                          | 27 - 16                                                                                         | Ottawa Redblacks                                                                                | Estadio de la Mancomunidad (5)                                                                  | Edmonton (5)                                                                                    |
| 107.                                              | 24.11.2019 | Winnipeg Blue Bombers (11)                                                                      | 33 - 12                                                                                         | Hamilton Tiger-Cats                                                                             | McMahon Stadium (5)                                                                             | Calgary (5)                                                                                     |
|                                                   | 2020       | Cancelada, junto a la temporada 2020 de la Canadian Football League por la pandemia de Covid-19 | Cancelada, junto a la temporada 2020 de la Canadian Football League por la pandemia de Covid-19 | Cancelada, junto a la temporada 2020 de la Canadian Football League por la pandemia de Covid-19 | Cancelada, junto a la temporada 2020 de la Canadian Football League por la pandemia de Covid-19 | Cancelada, junto a la temporada 2020 de la Canadian Football League por la pandemia de Covid-19 |
| 108.                                              | 12.12.2021 | Winnipeg Blue Bombers (12)                                                                      | 33 – 25                                                                                         | Hamilton Tiger-Cats                                                                             | Tim Hortons Field                                                                               | Hamilton (11)                                                                                   |
| 109.                                              | 20.11.2022 | Toronto Argonauts (18)                                                                          | 24 – 23                                                                                         | Winnipeg Blue Bombers                                                                           | Mosaic Stadium (4)                                                                              | Regina (4)                                                                                      |
| 110.                                              | 19.11.2023 | Montreal Alouettes (8)                                                                          | 28 – 24                                                                                         | Winnipeg Blue Bombers                                                                           | Tim Hortons Field (2)                                                                           | Hamilton (12)                                                                                   |
| 111.                                              | 17.11.2024 | Toronto Argonauts (19)                                                                          | 41 – 24                                                                                         | Winnipeg Blue Bombers                                                                           | BC Place (10)                                                                                   | Vancouver (17)                                                                                  |
| 112.                                              | 16.11.2025 |                                                                                                 | –                                                                                               |                                                                                                 | Investors Group Field (2)                                                                       | Winnipeg (5)                                                                                    |

## Marcas de victorias y derrotas

### Equipos en activo
| Apariciones | Equipo                            | Victorias | Derrotas |
| ----------- | --------------------------------- | --------- | -------- |
| 29          | Winnipeg Blue Bombers             | 12        | 17       |
| 25          | Toronto Argonauts                 | 19        | 6        |
| 23          | Edmonton Eskimos                  | 14        | 9        |
| 22          | Hamilton Tiger-Cats               | 8         | 14       |
| 19          | Montreal Alouettes                | 8         | 11       |
| 19          | Regina / Saskatchewan Roughriders | 4         | 15       |
| 16          | Calgary Stampeders                | 8         | 9        |
| 10          | BC Lions                          | 6         | 4        |
| 3           | Ottawa Redblacks                  | 1         | 2        |

### Equipos desaparecidos y amateurs
| Apariciones | Equipo                              | Victorias | Derrotas |
| ----------- | ----------------------------------- | --------- | -------- |
| 15          | Ottawa Rough Riders                 | 9         | 6        |
| 8           | Hamilton Tigers                     | 5         | 3        |
| 6           | University of Toronto Varsity Blues | 4         | 2        |
| 4           | Toronto Balmy Beach                 | 2         | 2        |
| 3           | Queen's University                  | 3         | 0        |
| 3           | Sarnia Imperials                    | 2         | 1        |
| 2           | Baltimore Stallions                 | 1         | 1        |
| 2           | Hamilton Flying Wildcats            | 1         | 1        |
| 2           | Edmonton Elks / Edmonton Eskimos    | 0         | 2        |
| 2           | Toronto Parkdale Canoe Club         | 0         | 2        |
| 2           | Winnipeg RCAF Bombers               | 0         | 2        |
| 1           | Hamilton Alerts                     | 1         | 0        |
| 1           | Montreal AAA Winged Wheelers        | 1         | 0        |
| 1           | St. Hyacinthe-Donnacona Navy        | 1         | 0        |
| 1           | Toronto RCAF Hurricanes             | 1         | 0        |
| 1           | Toronto Rowing Association          | 0         | 1        |
| 1           | Winnipeg Tammany Tigers             | 0         | 1        |

## Sedes

### Ciudades sedes
La ciudad de Toronto ha albergado la mayor cantidad de partidos de la Grey Cup con 48, incluidos 30 de los primeros 45 partidos jugados. El primer juego se llevó a cabo el 4 de diciembre de 1909 en Rosedale Field. Hamilton y Ottawa albergaron varios juegos iniciales, mientras que Sarnia y Kingston albergaron uno cada uno. 
| Ciudad    | Juegos | Primero | Último |
| --------- | ------ | ------- | ------ |
| Toronto   | 48     | 1909    | 2016   |
| Vancouver | 17     | 1955    | 2024   |
| Hamilton  | 12     | 1910    | 2023   |
| Ottawa    | 9      | 1925    | 2017   |
| Montreal  | 8      | 1931    | 2008   |
| Edmonton  | 5      | 1984    | 2018   |
| Calgary   | 5      | 1975    | 2019   |
| Winnipeg  | 4      | 1991    | 2015   |
| Regina    | 4      | 1995    | 2022   |
| Kingston  | 1      | 1922    | 1922   |
| Sarnia    | 1      | 1933    | 1933   |

- La Grey Cup de 1940 fue una serie de dos juegos, Toronto y Ottawa albergaron un juego cada uno.

### Estadios sedes
- 22 estadios han albergado la Grey Cup.
| Estadio                                                 | Ciudad    | Veces sede | Años sede |
| ------------------------------------------------------- | --------- | ---------- | --- |
| Varsity Stadium                                         | Toronto   | 30         | 1911, 1914, 1915, 1920, 1921, 1923, 1924, 1926, 1927, 1930, 1934, 1936, 1937, 1938, 1940, 1941, 1942, 1943, 1945, 1946, 1947, 1948, 1949, 1950, 1951, 1952, 1953, 1954, 1956, 1957 |
| Exhibition Stadium (CNE Stadium)                        | Toronto   | 12         | 1959, 1961, 1962, 1964, 1965, 1968, 1970, 1973, 1976, 1978, 1980, 1982 |
| BC Place                                                | Vancouver | 10         | 1983, 1986, 1987, 1990, 1994, 1999, 2005, 2011, 2014, 2024 |
| Hamilton Athletic Association Grounds                   | Hamilton  | 7          | 1910, 1912, 1913, 1928, 1929, 1932, 1935 |
| Empire Stadium                                          | Vancouver | 7          | 1955, 1958, 1960, 1963, 1966, 1971, 1974 |
| TD Place Stadium (Lansdowne Park y Frank Clair Stadium) | Ottawa    | 7          | 1925, 1939, 1940, 1967, 1988, 2004, 2017 |
| Olympic Stadium                                         | Montreal  | 6          | 1977, 1979, 1981, 1985, 2001, 2008 |
| Commonwealth Stadium                                    | Edmonton  | 5          | 1984, 1997, 2002, 2010, 2018 |
| McMahon Stadium                                         | Calgary   | 5          | 1975, 1993, 2000, 2009, 2019 |
| Rogers Centre (SkyDome)                                 | Toronto   | 4          | 1989, 1992, 2007, 2012 |
| Mosaic Stadium (Taylor Field)                           | Regina    | 4          | 1995, 2003, 2013, 2022 |
| Canad Inns Stadium (Winnipeg Stadium)                   | Winnipeg  | 3          | 1991, 1998, 2006 |
| Ivor Wynne Stadium (Civic Stadium)                      | Hamilton  | 3          | 1944, 1972, 1996 |
| Tim Hortons Field                                       | Hamilton  | 2          | 2021, 2023 |
| Athletic Park                                           | Sarnia    | 1          | 1933 |
| Autostade                                               | Montreal  | 1          | 1969 |
| BMO Field                                               | Toronto   | 1          | 2016 |
| IG Field (Investors Group Field)                        | Winnipeg  | 1          | 2015 |
| Percival Molson Memorial Stadium                        | Montreal  | 1          | 1931 |
| Richardson Memorial Stadium                             | Kingston  | 1          | 1922 |
| Rosedale Field                                          | Toronto   | 1          | 1909 |

- La Grey Cup de 1940 fue una serie de dos juegos, el Varsity Stadium y Lansdowne Park albergaron un juego cada uno.